# Kathia D'Hossche
Kathia D'Hossche (ca. 1990) is een Belgisch aerobics-atlete.

## Levensloop
In 2012 werd D'Hossche vierde bij de dames solo op de Europese kampioenschappen te Praag.
In 2014 behaalde ze – samen met Jeremy Delmotte – zilver bij de paren op de wereldkampioenschappen te Praag en in 2019 eveneens zilver bij de masters dames solo in het Nederlandse Leiden.
In 2016 was ze te zien in het VTM-programma Is er Wifi in Tahiti?